# Ozphyllum kuranda
Ozphyllum kuranda is een rechtvleugelig insect uit de familie sabelsprinkhanen (Tettigoniidae). De wetenschappelijke naam van deze soort is voor het eerst geldig gepubliceerd in 2007 door Rentz, Su & Ueshima.